# Юттендорф
Юттендорф (фр. Huttendorf) — коммуна на северо-востоке Франции в регионе Гранд-Эст (бывший Эльзас — Шампань — Арденны — Лотарингия), департамент Нижний Рейн, округ Агно-Висамбур, кантон Агно.
Площадь коммуны — 4,4 км², население — 406 человек (2006) с тенденцией к росту: 492 человека (2013), плотность населения — 111,8 чел/км².

## Население
Население коммуны в 2011 году составляло 464 человека, в 2012 году — 478 человек, а в 2013-м — 492 человека.
| 1962 | 1968 | 1975 | 1982 | 1990 | 1999 | 2006 | 2008 | 2011 | 2012 | 2013 |
| ---- | ---- | ---- | ---- | ---- | ---- | ---- | ---- | ---- | ---- | ---- |
| 353  | 324  | 303  | 381  | 433  | 445  | 406  | 409  | 464  | 478  | 492  |

Динамика населения:

## Экономика
В 2010 году из 332 человек трудоспособного возраста (от 15 до 64 лет) 239 были экономически активными, 93 — неактивными (показатель активности 72,0 %, в 1999 году — 73,8 %). Из 239 активных трудоспособных жителей работали 229 человек (117 мужчин и 112 женщин), 10 числились безработными (8 мужчин и две женщины). Среди 93 трудоспособных неактивных граждан 24 были учениками либо студентами, 44 — пенсионерами, а ещё 25 — были неактивны в силу других причин.